# Giải vô địch bóng đá nữ thế giới 2019
Giải vô địch bóng đá nữ thế giới 2019 (tiếng Anh: 2019 FIFA Women's World Cup) là lần thứ 8 của Giải vô địch bóng đá nữ thế giới, giải đấu dành cho các đội tuyển bóng đá nữ quốc gia do FIFA tổ chức 4 năm một lần. Giải diễn ra từ ngày 7 tháng 6 đến 7 tháng 7 năm 2019 tại 9 thành phố trên khắp nước Pháp.
Đây là phiên bản thứ hai và cuối cùng với 24 đội trước khi mở rộng lên 32 đội cho giải đấu năm 2023 ở Úc và New Zealand. Đây cũng là kỳ World Cup nữ đầu tiên sử dụng hệ thống trợ lý trọng tài video (VAR).
Đương kim vô địch Hoa Kỳ lần thứ hai liên tiếp bảo vệ thành công ngôi vô địch sau khi vượt qua Hà Lan với tỉ số 2–0 ở trận chung kết.

## Lựa chọn chủ nhà
Vào ngày 6 tháng 3 năm 2014, FIFA thông báo quá trình lựa chọn chủ nhà cho Giải vô địch bóng đá nữ thế giới 2019 đã bắt đầu. Các hiệp hội thành viên tỏ ý quan tâm trong việc trở thành chủ nhà phải nộp đơn xin đăng cai trước ngày 15 tháng 4 năm 2014, và cung cấp đầy đủ hồ sơ trước ngày 31 tháng 10 năm 2014. Về nguyên tắc, FIFA sẽ trao quyền tổ chức World Cup 2019 và Giải vô địch bóng đá nữ U-20 thế giới 2018 cho một quốc gia duy nhất, tuy nhiên FIFA hoàn toàn có quyền trao quyền chủ nhà hai giải đấu này cho hai quốc gia riêng biệt nếu các bên không thể đi đến thống nhất.
Ban đầu có năm quốc gia cho thấy sự quan tâm: Anh, Pháp, Hàn Quốc, New Zealand và Nam Phi. Tuy nhiên, số lượng quốc gia được thu gọn xuống còn hai vào tháng 10 năm 2014, khi Liên đoàn bóng đá Pháp và Hiệp hội bóng đá Hàn Quốc đệ trình hồ sơ chính thức lên FIFA. Cả Hiệp hội bóng đá Anh và Liên đoàn bóng đá New Zealand đều nộp đơn đăng cai trước thời hạn tháng 4 năm 2014, nhưng vào tháng 6 năm 2014, họ tuyên bố rút lui. Hiệp hội bóng đá Nam Phi cũng nộp đơn trước thời hạn tháng 4 năm 2014, tuy nhiên sau đó đã quyết định rút lui trước thời hạn tháng 10. Cả Hiệp hội bóng đá Nhật Bản và Hiệp hội bóng đá Thụy Điển cũng đã bày tỏ sự quan tâm đến việc đăng cai World Cup, tuy nhiên Nhật Bản đã quyết định tập trung vào việc tổ chức Giải vô địch rugby thế giới 2019 và Thế vận hội Mùa hè 2020, trong khi Thụy Điển quyết định tập trung vào các giải U-17 châu Âu.
Các quốc gia sau đây chính thức trở thành ứng cử viên cho vị trí chủ nhà của giải sau khi gửi hồ sợ trước 31 tháng 10 năm 2014:
- Pháp[15]
- Hàn Quốc[16]

Vào ngày 19 tháng 3 năm 2015, Pháp chính thức trở thành chủ nhà World Cup 2019 và Giải vô địch bóng đá nữ U-20 thế giới 2018 sau khi một cuộc bỏ phiếu của Ủy ban điều hành FIFA.

## Vòng loại
Việc phân bổ suất bởi Hội đồng FIFA được phê chuẩn vào ngày 13–14 tháng 10 năm 2016. Số suất cho mỗi liên đoàn được không thay đổi so với giải đấu trước đó, ngoại trừ suất cho chủ nhà đã được chuyển từ CONCACAF (Canada) sang UEFA (Pháp).
- AFC (Châu Á): 5 suất
- CAF (Châu Phi): 3 suất
- CONCACAF (Bắc, Trung Mỹ và Caribe): 3 suất
- CONMEBOL (Nam Mỹ): 2 suất
- OFC (Châu Đại Dương): 1 suất
- UEFA (Châu Âu): 8 suất
- Quốc gia chủ nhà: 1 suất
- Play-off CONCACAF–CONMEBOL: 1 suất

Các trận đấu vòng loại được bắt đầu vào tháng 4 năm 2017, và dự kiến sẽ diễn ra cho đến tháng 12 năm 2018.

### Các đội tuyển vượt qua vòng loại
Dưới đây là các đội tuyển lọt vào vòng chung kết.
| AFC (5 đội) - Úc (6) - Trung Quốc (15) - Nhật Bản (8) - Hàn Quốc (14) - Thái Lan (29) CAF (3 đội) - Cameroon (46) - Nigeria (39) - Nam Phi (48) | CONCACAF (3 đội) - Canada (5) - Jamaica (53) - Hoa Kỳ (1) CONMEBOL (3 đội) - Argentina (36) - Brasil (10) - Chile (38) OFC (1 đội) - New Zealand (19) | UEFA (9 đội) - Anh (4) - Pháp (chủ nhà) (3) - Đức (2) - Ý (16) - Hà Lan (7) - Na Uy (13) - Scotland (20) - Tây Ban Nha (12) - Thụy Điển (9) |

## Địa điểm
Có mười hai thành phố ứng cử viên. Chín sân vận động cuối cùng được chọn vào ngày 14 tháng 6 năm 2017; Stade de la Beaujoire ở Nantes, Stade Marcel-Picot ở Nancy và Stade de l'Abbé-Deschamps ở Auxerre đã bị loại.
Ba sân vận động từng được sử dụng tại giải vô địch bóng đá châu Âu 2016: Parc Olympique ở Lyon, Parc des Princes ở Paris và Allianz Riviera ở Nice. Sân vận động khác từng được sử dụng tại cả giải vô địch bóng đá thế giới 1998 và giải vô địch rugby thế giới 2007: Stade de la Mosson ở Montpellier. Các sân vận động khác có dưới chỗ ngồi 30.000 khán giả.
Các trận bán kết và chung kết sẽ được diễn ra tại Parc Olympique Lyonnais ở Décines thuộc Lyon, với sức chứa 58.000 chỗ ngồi, trong khi trận khai mạc được diễn ra tại sân vận động Công viên các Hoàng tử ở Paris.
| Lyon                    | Paris                                                           | Nice                                                            | Montpellier                                                     |                                                                 |
| ----------------------- | --------------------------------------------------------------- | --------------------------------------------------------------- | --------------------------------------------------------------- | --------------------------------------------------------------- |
| Parc Olympique Lyonnais | Sân vận động Công viên các Hoàng tử                             | Allianz Riviera                                                 | Stade de la Mosson                                              |                                                                 |
| Sức chứa: 59.186        | Sức chứa: 48.583                                                | Sức chứa: 35.624                                                | Sức chứa: 32.900                                                |                                                                 |
|                         |                                                                 |                                                                 |                                                                 |                                                                 |
| Rennes                  | LyonGrenobleLe HavreMontpellierNiceParisReimsRennesValenciennes | LyonGrenobleLe HavreMontpellierNiceParisReimsRennesValenciennes | LyonGrenobleLe HavreMontpellierNiceParisReimsRennesValenciennes | LyonGrenobleLe HavreMontpellierNiceParisReimsRennesValenciennes |
| Roazhon Park            | LyonGrenobleLe HavreMontpellierNiceParisReimsRennesValenciennes | LyonGrenobleLe HavreMontpellierNiceParisReimsRennesValenciennes | LyonGrenobleLe HavreMontpellierNiceParisReimsRennesValenciennes | LyonGrenobleLe HavreMontpellierNiceParisReimsRennesValenciennes |
| Sức chứa: 29.164        | LyonGrenobleLe HavreMontpellierNiceParisReimsRennesValenciennes | LyonGrenobleLe HavreMontpellierNiceParisReimsRennesValenciennes | LyonGrenobleLe HavreMontpellierNiceParisReimsRennesValenciennes | LyonGrenobleLe HavreMontpellierNiceParisReimsRennesValenciennes |
|                         | LyonGrenobleLe HavreMontpellierNiceParisReimsRennesValenciennes | LyonGrenobleLe HavreMontpellierNiceParisReimsRennesValenciennes | LyonGrenobleLe HavreMontpellierNiceParisReimsRennesValenciennes | LyonGrenobleLe HavreMontpellierNiceParisReimsRennesValenciennes |
| Le Havre                | Valenciennes                                                    | Reims                                                           | Grenoble                                                        |                                                                 |
| Sân vận động Océane     | Stade du Hainaut                                                | Sân vận động Auguste-Delaune                                    | Stade des Alpes                                                 |                                                                 |
| Sức chứa: 25.178        | Sức chứa: 25.172                                                | Sức chứa: 20.500                                                | Sức chứa: 20.068                                                |                                                                 |
|                         |                                                                 |                                                                 |                                                                 |                                                                 |

## Trọng tài
Vào ngày 3 tháng 12 năm 2018, FIFA đã công bố danh sách 27 trọng tài và 48 trợ lý trọng tài cho giải đấu.
| Liên đoàn | Trọng tài/Trọng tài bổ sung |
| --------- | --------------------------- |
| AFC       | Kate Jacewicz               |
| AFC       | Qin Liang                   |
| AFC       | Casey Reibelt               |
| AFC       | Ri Hyang-ok                 |
| AFC       | Yamashita Yoshimi           |
| CAF       | Lidya Tafesse Abebe         |
| CAF       | Gladys Lengwe               |
| CAF       | Salima Mukansanga           |
| CONCACAF  | Marie-Soleil Beaudoin       |
| CONCACAF  | Melissa Borjas              |
| CONCACAF  | Carol Chenard               |
| CONCACAF  | Ekaterina Koroleva          |
| CONCACAF  | Lucila Venegas              |
| CONMEBOL  | Edina Alves Batista         |
| CONMEBOL  | María Carvajal              |
| CONMEBOL  | Laura Fortunato             |
| CONMEBOL  | Claudia Umpiérrez           |
| OFC       | Anna-Marie Keighley         |
| UEFA      | Jana Adámková               |
| UEFA      | Sandra Braz                 |
| UEFA      | Stéphanie Frappart          |
| UEFA      | Riem Hussein                |
| UEFA      | Katalin Kulcsár             |
| UEFA      | Kateryna Monzul             |
| UEFA      | Anastasia Pustovoitova      |
| UEFA      | Esther Staubli              |
| UEFA      | Bibiana Steinhaus           |

| Liên đoàn | Trợ lý trọng tài        |
| --------- | ----------------------- |
| AFC       | Bozono Makoto           |
| AFC       | Fang Yan                |
| AFC       | Hagio Maiko             |
| AFC       | Hong Kum-nyo            |
| AFC       | Kim Kyoung-min          |
| AFC       | Lee Seul-gi             |
| AFC       | Teshirogi Naomi         |
| CAF       | Bernadettar Kwimbira    |
| CAF       | Mary Njoroge            |
| CAF       | Lidwine Rakotozafinoro  |
| CAF       | Queency Victoire        |
| CONCACAF  | Chantal Boudreau        |
| CONCACAF  | Princess Brown          |
| CONCACAF  | Enedina Caudillo        |
| CONCACAF  | Mayte Chávez            |
| CONCACAF  | Felisha Mariscal        |
| CONCACAF  | Kathryn Nesbitt         |
| CONCACAF  | Shirley Perello         |
| CONCACAF  | Stephanie-Dale Yee Sing |
| CONMEBOL  | Mónica Amboya           |
| CONMEBOL  | Neuza Back              |
| CONMEBOL  | Mary Blanco             |
| CONMEBOL  | Mariana De Almeida      |
| CONMEBOL  | Luciana Mascaraña       |
| CONMEBOL  | Tatiane Sacilotti       |
| CONMEBOL  | Loreto Toloza           |
| CONMEBOL  | Leslie Vásquez          |
| OFC       | Sarah Jones             |
| OFC       | Maria Salamasina        |
| UEFA      | Oleksandra Ardasheva    |
| UEFA      | Kylie Cockburn          |
| UEFA      | Petruța Iugulescu       |
| UEFA      | Chrysoula Kourompylia   |
| UEFA      | Susanne Küng            |
| UEFA      | Ekaterina Kurochkina    |
| UEFA      | Julia Magnusson         |
| UEFA      | Sian Massey             |
| UEFA      | Manuela Nicolosi        |
| UEFA      | Michelle O'Neill        |
| UEFA      | Katrin Rafalski         |
| UEFA      | Lisa Rashid             |
| UEFA      | Lucie Ratajová          |
| UEFA      | Sanja Rođak-Karšić      |
| UEFA      | Maryna Striletska       |
| UEFA      | Mária Súkeníková        |
| UEFA      | Mihaela Tepusa          |
| UEFA      | Katalin Török           |

| Liên đoàn | Trọng tài/Trọng tài bổ sung |
| --------- | --------------------------- |
| AFC       | Kate Jacewicz               |
| AFC       | Qin Liang                   |
| AFC       | Casey Reibelt               |
| AFC       | Ri Hyang-ok                 |
| AFC       | Yamashita Yoshimi           |
| CAF       | Lidya Tafesse Abebe         |
| CAF       | Gladys Lengwe               |
| CAF       | Salima Mukansanga           |
| CONCACAF  | Marie-Soleil Beaudoin       |
| CONCACAF  | Melissa Borjas              |
| CONCACAF  | Carol Chenard               |
| CONCACAF  | Ekaterina Koroleva          |
| CONCACAF  | Lucila Venegas              |
| CONMEBOL  | Edina Alves Batista         |
| CONMEBOL  | María Carvajal              |
| CONMEBOL  | Laura Fortunato             |
| CONMEBOL  | Claudia Umpiérrez           |
| OFC       | Anna-Marie Keighley         |
| UEFA      | Jana Adámková               |
| UEFA      | Sandra Braz                 |
| UEFA      | Stéphanie Frappart          |
| UEFA      | Riem Hussein                |
| UEFA      | Katalin Kulcsár             |
| UEFA      | Kateryna Monzul             |
| UEFA      | Anastasia Pustovoitova      |
| UEFA      | Esther Staubli              |
| UEFA      | Bibiana Steinhaus           |

| Liên đoàn | Trợ lý trọng tài        |
| --------- | ----------------------- |
| AFC       | Bozono Makoto           |
| AFC       | Fang Yan                |
| AFC       | Hagio Maiko             |
| AFC       | Hong Kum-nyo            |
| AFC       | Kim Kyoung-min          |
| AFC       | Lee Seul-gi             |
| AFC       | Teshirogi Naomi         |
| CAF       | Bernadettar Kwimbira    |
| CAF       | Mary Njoroge            |
| CAF       | Lidwine Rakotozafinoro  |
| CAF       | Queency Victoire        |
| CONCACAF  | Chantal Boudreau        |
| CONCACAF  | Princess Brown          |
| CONCACAF  | Enedina Caudillo        |
| CONCACAF  | Mayte Chávez            |
| CONCACAF  | Felisha Mariscal        |
| CONCACAF  | Kathryn Nesbitt         |
| CONCACAF  | Shirley Perello         |
| CONCACAF  | Stephanie-Dale Yee Sing |
| CONMEBOL  | Mónica Amboya           |
| CONMEBOL  | Neuza Back              |
| CONMEBOL  | Mary Blanco             |
| CONMEBOL  | Mariana De Almeida      |
| CONMEBOL  | Luciana Mascaraña       |
| CONMEBOL  | Tatiane Sacilotti       |
| CONMEBOL  | Loreto Toloza           |
| CONMEBOL  | Leslie Vásquez          |
| OFC       | Sarah Jones             |
| OFC       | Maria Salamasina        |
| UEFA      | Oleksandra Ardasheva    |
| UEFA      | Kylie Cockburn          |
| UEFA      | Petruța Iugulescu       |
| UEFA      | Chrysoula Kourompylia   |
| UEFA      | Susanne Küng            |
| UEFA      | Ekaterina Kurochkina    |
| UEFA      | Julia Magnusson         |
| UEFA      | Sian Massey             |
| UEFA      | Manuela Nicolosi        |
| UEFA      | Michelle O'Neill        |
| UEFA      | Katrin Rafalski         |
| UEFA      | Lisa Rashid             |
| UEFA      | Lucie Ratajová          |
| UEFA      | Sanja Rođak-Karšić      |
| UEFA      | Maryna Striletska       |
| UEFA      | Mária Súkeníková        |
| UEFA      | Mihaela Tepusa          |
| UEFA      | Katalin Török           |

### Trợ lý trọng tài video
Vào ngày 15 tháng 3 năm 2019, Hội đồng FIFA đã phê chuẩn việc sử dụng hệ thống trợ lý trọng tài video (VAR) lần đầu tiên trong một giải vô địch bóng đá nữ thế giới. Công nghệ này trước đây đã được triển khai tại giải vô địch bóng đá thế giới 2018 ở Nga. Trọng tài VAR thứ năm đã được FIFA công bố vào ngày 2 tháng 5 năm 2019.
| Liên đoàn | Trợ lý trọng tài video          |
| --------- | ------------------------------- |
| AFC       | Chris Beath                     |
| AFC       | Mohammed Abdulla Hassan Mohamed |
| CONCACAF  | Drew Fischer                    |
| CONMEBOL  | Mauro Vigliano                  |
| UEFA      | Bastian Dankert                 |
| UEFA      | Carlos del Cerro Grande         |
| UEFA      | Paweł Gil                       |
| UEFA      | Massimiliano Irrati             |
| UEFA      | Tiago Martins                   |
| UEFA      | Danny Makkelie                  |
| UEFA      | José María Sánchez Martínez     |
| UEFA      | Sascha Stegemann                |
| UEFA      | Clément Turpin                  |
| UEFA      | Paolo Valeri                    |
| UEFA      | Felix Zwayer                    |

## Bốc thăm
Lễ bốc thăm vòng chung kết được tổ chức vào ngày 8 tháng 12 năm 2018, lúc 18:00 CET (UTC+1), tại La Seine Musicale trên đảo Île Seguin, Boulogne-Billancourt. 24 đội tuyển được rút thăm chia thành 6 bảng 4 đội.
24 đội tuyển được phân bổ vào 4 nhóm dựa trên bảng xếp hạng bóng đá nữ FIFA được phát hành vào ngày 7 tháng 12 năm 2018, với đội chủ nhà Pháp sẽ tự động được đặt vào Nhóm 1 và vị trí A1 trong lễ bốc thăm. Các đội tuyển từ Nhóm 1 đã được rút thăm đầu tiên và được gán vào vị trí 1. Tiếp theo đó là Nhóm 2, Nhóm 3 và cuối cùng Nhóm 4, với mỗi đội tuyển trong số các đội tuyển cũng rút thăm bởi một trong những vị trí 2–4 trong bảng của họ. Không có bảng nào có thể chứa nhiều hơn một đội tuyển từ mỗi liên đoàn ngoài UEFA, có chín đội, trong đó mỗi bảng phải chứa một hoặc hai đội tuyển UEFA.
| Nhóm 1                                                                    | Nhóm 2                                                                                  | Nhóm 3                                                                                      | Nhóm 4                                                                                   |
| ------------------------------------------------------------------------- | --------------------------------------------------------------------------------------- | ------------------------------------------------------------------------------------------- | ---------------------------------------------------------------------------------------- |
| Pháp (3) (chủ nhà) · Hoa Kỳ (1) · Đức (2) · Anh (4) · Canada (5) · Úc (6) | Hà Lan (7) · Nhật Bản (8) · Thụy Điển (9) · Brasil (10) · Tây Ban Nha (12) · Na Uy (13) | Hàn Quốc (14) · Trung Quốc (15) · Ý (16) · New Zealand (19) · Scotland (20) · Thái Lan (29) | Argentina (36) · Chile (38) · Nigeria (39) · Cameroon (46) · Nam Phi (48) · Jamaica (53) |

## Vòng bảng
Lịch thi đấu của giải đấu được phát hành vào ngày 8 tháng 2 năm 2018. Sau bốc thăm chung kết, bảy lần đá trận vòng bảng được điều chỉnh bởi FIFA.
Hai đội hàng đầu của mỗi bảng và bốn đội xếp thứ ba tốt nhất giành quyền vào vòng 16 đội.
Tất cả thời gian là giờ địa phương, CEST (UTC+2).

### Các tiêu chí
Thứ hạng của các đội tuyển trong vòng bảng được xác định như sau:
1. Điểm thu được trong tất cả các trận đấu bảng (ba điểm cho một trận thắng, một điểm cho một trận hòa, không có điểm nào cho một trận thua);
2. Hiệu số bàn thắng thua trong tất cả các trận đấu bảng;
3. Số bàn thắng ghi được trong tất cả các trận đấu bảng;
4. Điểm thu được trong các trận đấu giữa các đội tuyển trong câu hỏi;
5. Hiệu số bàn thắng thua trong các trận đấu giữa các đội tuyển trong câu hỏi;
6. Số bàn thắng ghi được trong các trận đấu giữa các đội tuyển trong câu hỏi;
7. Điểm đoạt giải phong cách trong tất cả các trận đấu bảng (chỉ có thể áp dụng một điểm trừ cho 1 cầu thủ trong 1 trận đấu duy nhất)
8. Bốc thăm.

### Bảng A
| VT | Đội      | ST | T | H | B | BT | BB | HS | Đ | Giành quyền tham dự                     |
| -- | -------- | -- | - | - | - | -- | -- | -- | - | --------------------------------------- |
| 1  | Pháp (H) | 3  | 3 | 0 | 0 | 7  | 1  | +6 | 9 | Giành quyền vào vòng đấu loại trực tiếp |
| 2  | Na Uy    | 3  | 2 | 0 | 1 | 6  | 3  | +3 | 6 | Giành quyền vào vòng đấu loại trực tiếp |
| 3  | Nigeria  | 3  | 1 | 0 | 2 | 2  | 4  | −2 | 3 | Giành quyền vào vòng đấu loại trực tiếp |
| 4  | Hàn Quốc | 3  | 0 | 0 | 3 | 1  | 8  | −7 | 0 |                                         |

| Pháp                                           | 4–0      | Hàn Quốc |
| ---------------------------------------------- | -------- | -------- |
| - Le Sommer 9' - Renard 35', 45+2' - Henry 85' | Chi tiết |          |

| Na Uy                                        | 3–0      | Nigeria |
| -------------------------------------------- | -------- | ------- |
| - Reiten 17' - Utland 34' - Ohale 37' (l.n.) | Chi tiết |         |

| Nigeria                                | 2–0      | Hàn Quốc |
| -------------------------------------- | -------- | -------- |
| - Kim Do-yeon 29' (l.n.) - Oshoala 75' | Chi tiết |          |

| Pháp                                 | 2–1      | Na Uy               |
| ------------------------------------ | -------- | ------------------- |
| - Gauvin 46' - Le Sommer 72' (ph.đ.) | Chi tiết | - Renard 54' (l.n.) |

| Nigeria | 0–1      | Pháp                 |
| ------- | -------- | -------------------- |
|         | Chi tiết | - Renard 79' (ph.đ.) |

| Hàn Quốc         | 1–2      | Na Uy                                          |
| ---------------- | -------- | ---------------------------------------------- |
| - Yeo Min-ji 78' | Chi tiết | - C. Hansen 4' (ph.đ.) - Herlovsen 50' (ph.đ.) |

### Bảng B
| VT | Đội         | ST | T | H | B | BT | BB | HS | Đ | Giành quyền tham dự                     |
| -- | ----------- | -- | - | - | - | -- | -- | -- | - | --------------------------------------- |
| 1  | Đức         | 3  | 3 | 0 | 0 | 6  | 0  | +6 | 9 | Giành quyền vào vòng đấu loại trực tiếp |
| 2  | Tây Ban Nha | 3  | 1 | 1 | 1 | 3  | 2  | +1 | 4 | Giành quyền vào vòng đấu loại trực tiếp |
| 3  | Trung Quốc  | 3  | 1 | 1 | 1 | 1  | 1  | 0  | 4 | Giành quyền vào vòng đấu loại trực tiếp |
| 4  | Nam Phi     | 3  | 0 | 0 | 3 | 1  | 8  | −7 | 0 |                                         |

| Đức         | 1–0      | Trung Quốc |
| ----------- | -------- | ---------- |
| - Gwinn 66' | Chi tiết |            |

| Tây Ban Nha                                        | 3–1      | Nam Phi        |
| -------------------------------------------------- | -------- | -------------- |
| - Hermoso 69' (ph.đ.), 82' (ph.đ.) - L. García 89' | Chi tiết | - Kgatlana 25' |

| Đức           | 1–0      | Tây Ban Nha |
| ------------- | -------- | ----------- |
| - Däbritz 42' | Chi tiết |             |

| Nam Phi | 0–1      | Trung Quốc   |
| ------- | -------- | ------------ |
|         | Chi tiết | - Lý Ảnh 40' |

| Nam Phi | 0–4      | Đức                                                 |
| ------- | -------- | --------------------------------------------------- |
|         | Chi tiết | - Leupolz 14' - Däbritz 29' - Popp 40' - Magull 58' |

| Trung Quốc | 0–0      | Tây Ban Nha |
| ---------- | -------- | ----------- |
|            | Chi tiết |             |

### Bảng C
| VT | Đội     | ST | T | H | B | BT | BB | HS  | Đ | Giành quyền tham dự                     |
| -- | ------- | -- | - | - | - | -- | -- | --- | - | --------------------------------------- |
| 1  | Ý       | 3  | 2 | 0 | 1 | 7  | 2  | +5  | 6 | Giành quyền vào vòng đấu loại trực tiếp |
| 2  | Úc      | 3  | 2 | 0 | 1 | 8  | 5  | +3  | 6 | Giành quyền vào vòng đấu loại trực tiếp |
| 3  | Brasil  | 3  | 2 | 0 | 1 | 6  | 3  | +3  | 6 | Giành quyền vào vòng đấu loại trực tiếp |
| 4  | Jamaica | 3  | 0 | 0 | 3 | 1  | 12 | −11 | 0 |                                         |

| Úc         | 1–2      | Ý                     |
| ---------- | -------- | --------------------- |
| - Kerr 22' | Chi tiết | - Bonansea 56', 90+5' |

| Brasil                    | 3–0      | Jamaica |
| ------------------------- | -------- | ------- |
| - Cristiane 15', 50', 64' | Chi tiết |         |

| Úc                                              | 3–2      | Brasil                              |
| ----------------------------------------------- | -------- | ----------------------------------- |
| - Foord 45+1' - Logarzo 58' - Mônica 66' (l.n.) | Chi tiết | - Marta 27' (ph.đ.) - Cristiane 38' |

| Jamaica | 0–5      | Ý                                                |
| ------- | -------- | ------------------------------------------------ |
|         | Chi tiết | - Girelli 12' (ph.đ.), 25', 46' - Galli 71', 81' |

| Jamaica      | 1–4      | Úc                        |
| ------------ | -------- | ------------------------- |
| - Solaun 49' | Chi tiết | - Kerr 11', 42', 69', 83' |

| Ý | 0–1      | Brasil              |
| - | -------- | ------------------- |
|   | Chi tiết | - Marta 74' (ph.đ.) |

### Bảng D
| VT | Đội       | ST | T | H | B | BT | BB | HS | Đ | Giành quyền tham dự                     |
| -- | --------- | -- | - | - | - | -- | -- | -- | - | --------------------------------------- |
| 1  | Anh       | 3  | 3 | 0 | 0 | 5  | 1  | +4 | 9 | Giành quyền vào vòng đấu loại trực tiếp |
| 2  | Nhật Bản  | 3  | 1 | 1 | 1 | 2  | 3  | −1 | 4 | Giành quyền vào vòng đấu loại trực tiếp |
| 3  | Argentina | 3  | 0 | 2 | 1 | 3  | 4  | −1 | 2 |                                         |
| 4  | Scotland  | 3  | 0 | 1 | 2 | 5  | 7  | −2 | 1 |                                         |

| Anh                              | 2–1      | Scotland     |
| -------------------------------- | -------- | ------------ |
| - Parris 14' (ph.đ.) - White 40' | Chi tiết | - Emslie 79' |

| Argentina | 0–0      | Nhật Bản |
| --------- | -------- | -------- |
|           | Chi tiết |          |

| Nhật Bản                              | 2–1      | Scotland       |
| ------------------------------------- | -------- | -------------- |
| - Iwabuchi 23' - Sugasawa 37' (ph.đ.) | Chi tiết | - Clelland 88' |

| Anh          | 1–0      | Argentina |
| ------------ | -------- | --------- |
| - Taylor 62' | Chi tiết |           |

| Nhật Bản | 0–2      | Anh              |
| -------- | -------- | ---------------- |
|          | Chi tiết | - White 14', 84' |

| Scotland                                  | 3–3      | Argentina                                                        |
| ----------------------------------------- | -------- | ---------------------------------------------------------------- |
| - Little 19' - Beattie 49' - Cuthbert 69' | Chi tiết | - Menéndez 74' - Alexander 79' (l.n.) - Bonsegundo 90+4' (ph.đ.) |

### Bảng E
| VT | Đội         | ST | T | H | B | BT | BB | HS | Đ | Giành quyền tham dự                     |
| -- | ----------- | -- | - | - | - | -- | -- | -- | - | --------------------------------------- |
| 1  | Hà Lan      | 3  | 3 | 0 | 0 | 6  | 2  | +4 | 9 | Giành quyền vào vòng đấu loại trực tiếp |
| 2  | Canada      | 3  | 2 | 0 | 1 | 4  | 2  | +2 | 6 | Giành quyền vào vòng đấu loại trực tiếp |
| 3  | Cameroon    | 3  | 1 | 0 | 2 | 3  | 5  | −2 | 3 | Giành quyền vào vòng đấu loại trực tiếp |
| 4  | New Zealand | 3  | 0 | 0 | 3 | 1  | 5  | −4 | 0 |                                         |

| Canada         | 1–0      | Cameroon |
| -------------- | -------- | -------- |
| - Buchanan 45' | Chi tiết |          |

| New Zealand | 0–1      | Hà Lan        |
| ----------- | -------- | ------------- |
|             | Chi tiết | - Roord 90+2' |

| Hà Lan                              | 3–1      | Cameroon      |
| ----------------------------------- | -------- | ------------- |
| - Miedema 41', 85' - Bloodworth 48' | Chi tiết | - Onguéné 43' |

| Canada                     | 2–0      | New Zealand |
| -------------------------- | -------- | ----------- |
| - Fleming 48' - Prince 79' | Chi tiết |             |

| Hà Lan                         | 2–1      | Canada         |
| ------------------------------ | -------- | -------------- |
| - Dekker 54' - Beerensteyn 75' | Chi tiết | - Sinclair 60' |

| Cameroon            | 2–1      | New Zealand        |
| ------------------- | -------- | ------------------ |
| - Nchout 57', 90+5' | Chi tiết | - Awona 80' (l.n.) |

### Bảng F
| VT | Đội       | ST | T | H | B | BT | BB | HS  | Đ | Giành quyền tham dự                     |
| -- | --------- | -- | - | - | - | -- | -- | --- | - | --------------------------------------- |
| 1  | Hoa Kỳ    | 3  | 3 | 0 | 0 | 18 | 0  | +18 | 9 | Giành quyền vào vòng đấu loại trực tiếp |
| 2  | Thụy Điển | 3  | 2 | 0 | 1 | 7  | 3  | +4  | 6 | Giành quyền vào vòng đấu loại trực tiếp |
| 3  | Chile     | 3  | 1 | 0 | 2 | 2  | 5  | −3  | 3 |                                         |
| 4  | Thái Lan  | 3  | 0 | 0 | 3 | 1  | 20 | −19 | 0 |                                         |

| Chile | 0–2      | Thụy Điển                    |
| ----- | -------- | ---------------------------- |
|       | Chi tiết | - Asllani 83' - Janogy 90+4' |

| Hoa Kỳ | 13–0     | Thái Lan |
| --- | -------- | -------- |
| - Morgan 12', 53', 74', 81', 87' - Lavelle 20', 56' - Horan 32' - Mewis 50', 54' - Rapinoe 79' - Pugh 85' - Lloyd 90+2' | Chi tiết |          |

| Thụy Điển                                                                      | 5–1      | Thái Lan        |
| ------------------------------------------------------------------------------ | -------- | --------------- |
| - Sembrant 6' - Asllani 19' - Rolfö 42' - Hurtig 81' - Rubensson 90+6' (ph.đ.) | Chi tiết | - Kanjana 90+1' |

| Hoa Kỳ                      | 3–0      | Chile |
| --------------------------- | -------- | ----- |
| - Lloyd 11', 35' - Ertz 26' | Chi tiết |       |

| Thụy Điển | 0–2      | Hoa Kỳ                            |
| --------- | -------- | --------------------------------- |
|           | Chi tiết | - Horan 3' - Andersson 50' (l.n.) |

| Thái Lan | 0–2      | Chile                               |
| -------- | -------- | ----------------------------------- |
|          | Chi tiết | - Waraporn 48' (l.n.) - Urrutia 80' |

### Xếp hạng các đội xếp thứ ba
Bốn đội xếp thứ ba tốt nhất từ 6 bảng giành quyền vào vòng đấu loại trực tiếp cùng với 6 đội nhất bảng và 6 đội nhì bảng.

| VT | Bg | Đội        | ST | T | H | B | BT | BB | HS | Đ | Giành quyền tham dự                     |
| -- | -- | ---------- | -- | - | - | - | -- | -- | -- | - | --------------------------------------- |
| 1  | C  | Brasil     | 3  | 2 | 0 | 1 | 6  | 3  | +3 | 6 | Giành quyền vào vòng đấu loại trực tiếp |
| 2  | B  | Trung Quốc | 3  | 1 | 1 | 1 | 1  | 1  | 0  | 4 | Giành quyền vào vòng đấu loại trực tiếp |
| 3  | E  | Cameroon   | 3  | 1 | 0 | 2 | 3  | 5  | −2 | 3 | Giành quyền vào vòng đấu loại trực tiếp |
| 4  | A  | Nigeria    | 3  | 1 | 0 | 2 | 2  | 4  | −2 | 3 | Giành quyền vào vòng đấu loại trực tiếp |
| 5  | F  | Chile      | 3  | 1 | 0 | 2 | 2  | 5  | −3 | 3 |                                         |
| 6  | D  | Argentina  | 3  | 0 | 2 | 1 | 3  | 4  | −1 | 2 |                                         |

## Vòng đấu loại trực tiếp
Trong vòng đấu loại trực tiếp, nếu một trận đấu là cấp mức độ tại cuối 90 phút của thời gian thi đấu bình thường, hiệp phụ sẽ được thi đấu (2 chu kỳ 15 phút mỗi hiệp), nơi mỗi đội tuyển được cho phép làm cầu thủ dự bị thứ 4. Nếu vẫn còn bị ràng buộc sau hiệp phụ, trận đấu sẽ được quyết định bằng loạt sút luân lưu để xác định đội thắng.

Trong vòng 16 đội, 4 đội xếp thứ ba sẽ được thi đấu với đội nhất của các bảng A, B, C và D. Các trận đấu cụ thể liên quan đến các đội xếp thứ ba phụ thuộc vào 4 đội xếp thứ ba đủ điều kiện cho vòng 16 đội:
| Các đội xếp thứ ba đủ điều kiện từ các bảng | Các đội xếp thứ ba đủ điều kiện từ các bảng | Các đội xếp thứ ba đủ điều kiện từ các bảng | Các đội xếp thứ ba đủ điều kiện từ các bảng | Các đội xếp thứ ba đủ điều kiện từ các bảng | Các đội xếp thứ ba đủ điều kiện từ các bảng |    | 1A vs | 1B vs | 1C vs | 1D vs |
| ------------------------------------------- | ------------------------------------------- | ------------------------------------------- | ------------------------------------------- | ------------------------------------------- | ------------------------------------------- | -- | ----- | ----- | ----- | ----- |
| A                                           | B                                           | C                                           | D                                           |                                             |                                             | 3C | 3D    | 3A    | 3B    |       |
| A                                           | B                                           | C                                           |                                             | E                                           |                                             | 3C | 3A    | 3B    | 3E    |       |
| A                                           | B                                           | C                                           |                                             |                                             | F                                           | 3C | 3A    | 3B    | 3F    |       |
| A                                           | B                                           |                                             | D                                           | E                                           |                                             | 3D | 3A    | 3B    | 3E    |       |
| A                                           | B                                           |                                             | D                                           |                                             | F                                           | 3D | 3A    | 3B    | 3F    |       |
| A                                           | B                                           |                                             |                                             | E                                           | F                                           | 3E | 3A    | 3B    | 3F    |       |
| A                                           |                                             | C                                           | D                                           | E                                           |                                             | 3C | 3D    | 3A    | 3E    |       |
| A                                           |                                             | C                                           | D                                           |                                             | F                                           | 3C | 3D    | 3A    | 3F    |       |
| A                                           |                                             | C                                           |                                             | E                                           | F                                           | 3C | 3A    | 3F    | 3E    |       |
| A                                           |                                             |                                             | D                                           | E                                           | F                                           | 3D | 3A    | 3F    | 3E    |       |
|                                             | B                                           | C                                           | D                                           | E                                           |                                             | 3C | 3D    | 3B    | 3E    |       |
|                                             | B                                           | C                                           | D                                           |                                             | F                                           | 3C | 3D    | 3B    | 3F    |       |
|                                             | B                                           | C                                           |                                             | E                                           | F                                           | 3E | 3C    | 3B    | 3F    |       |
|                                             | B                                           |                                             | D                                           | E                                           | F                                           | 3E | 3D    | 3B    | 3F    |       |
|                                             |                                             | C                                           | D                                           | E                                           | F                                           | 3C | 3D    | 3F    | 3E    |       |

### Sơ đồ
|  | Vòng 16 đội               | Vòng 16 đội               |                       |   | Tứ kết        | Tứ kết        |                  |                  | Bán kết | Bán kết |  |  | Chung kết | Chung kết |
|  |                           |                           |                       |   |               |               |                  |                  |         |         |  |  |           |           |
|  | 22 tháng 6 – Nice         |                           |                       |   |               |               |                  |                  |         |         |  |  |           |           |
|  |                           |                           |                       |   |               |               |                  |                  |         |         |  |  |           |           |
|  | Na Uy (p)                 | 1 (4)                     |                       |   |               |               |                  |                  |         |         |  |  |           |           |
|  | Na Uy (p)                 | 1 (4)                     | 27 tháng 6 – Le Havre |   |               |               |                  |                  |         |         |  |  |           |           |
|  | Úc                        | 1 (1)                     |                       |   |               |               |                  |                  |         |         |  |  |           |           |
|  | Úc                        | 1 (1)                     | Na Uy                 | 0 |               |               |                  |                  |         |         |  |  |           |           |
|  | 23 tháng 6 – Valenciennes |                           | Na Uy                 | 0 |               |               |                  |                  |         |         |  |  |           |           |
|  |                           | Anh                       | 3                     |   |               |               |                  |                  |         |         |  |  |           |           |
|  | Anh                       | Anh                       | 3                     | 3 |               |               |                  |                  |         |         |  |  |           |           |
|  | Anh                       |                           | 2 tháng 7 – Lyon      | 3 |               |               |                  |                  |         |         |  |  |           |           |
|  | Cameroon                  | 0                         |                       |   |               |               |                  |                  |         |         |  |  |           |           |
|  | Cameroon                  | 0                         | Anh                   | 1 |               |               |                  |                  |         |         |  |  |           |           |
|  | 23 tháng 6 – Le Havre     |                           | Anh                   | 1 |               |               |                  |                  |         |         |  |  |           |           |
|  |                           | Hoa Kỳ                    | 2                     |   |               |               |                  |                  |         |         |  |  |           |           |
|  | Pháp (s.h.p.)             | Hoa Kỳ                    | 2                     | 2 |               |               |                  |                  |         |         |  |  |           |           |
|  | Pháp (s.h.p.)             | 28 tháng 6 – Paris        |                       | 2 |               |               |                  |                  |         |         |  |  |           |           |
|  | Brasil                    | 1                         |                       |   |               |               |                  |                  |         |         |  |  |           |           |
|  | Brasil                    | 1                         | Pháp                  | 1 |               |               |                  |                  |         |         |  |  |           |           |
|  | 24 tháng 6 – Reims        |                           | Pháp                  | 1 |               |               |                  |                  |         |         |  |  |           |           |
|  |                           | Hoa Kỳ                    | 2                     |   |               |               |                  |                  |         |         |  |  |           |           |
|  | Tây Ban Nha               | Hoa Kỳ                    | 2                     | 1 |               |               |                  |                  |         |         |  |  |           |           |
|  | Tây Ban Nha               |                           | 7 tháng 7 – Lyon      | 1 |               |               |                  |                  |         |         |  |  |           |           |
|  | Hoa Kỳ                    | 2                         |                       |   |               |               |                  |                  |         |         |  |  |           |           |
|  | Hoa Kỳ                    | 2                         | Hoa Kỳ                | 2 |               |               |                  |                  |         |         |  |  |           |           |
|  | 25 tháng 6 – Montpellier  |                           | Hoa Kỳ                | 2 |               |               |                  |                  |         |         |  |  |           |           |
|  |                           | Hà Lan                    | 0                     |   |               |               |                  |                  |         |         |  |  |           |           |
|  | Ý                         | Hà Lan                    | 0                     | 2 |               |               |                  |                  |         |         |  |  |           |           |
|  | Ý                         | 29 tháng 6 – Valenciennes |                       | 2 |               |               |                  |                  |         |         |  |  |           |           |
|  | Trung Quốc                | 0                         |                       |   |               |               |                  |                  |         |         |  |  |           |           |
|  | Trung Quốc                | 0                         | Ý                     | 0 |               |               |                  |                  |         |         |  |  |           |           |
|  | 25 tháng 6 – Rennes       |                           | Ý                     | 0 |               |               |                  |                  |         |         |  |  |           |           |
|  |                           | Hà Lan                    | 2                     |   |               |               |                  |                  |         |         |  |  |           |           |
|  | Hà Lan                    | Hà Lan                    | 2                     | 2 |               |               |                  |                  |         |         |  |  |           |           |
|  | Hà Lan                    |                           | 3 tháng 7 – Lyon      | 2 |               |               |                  |                  |         |         |  |  |           |           |
|  | Nhật Bản                  | 1                         |                       |   |               |               |                  |                  |         |         |  |  |           |           |
|  | Nhật Bản                  | 1                         | Hà Lan (s.h.p.)       | 1 |               |               |                  |                  |         |         |  |  |           |           |
|  | 22 tháng 6 – Grenoble     |                           | Hà Lan (s.h.p.)       | 1 |               |               |                  |                  |         |         |  |  |           |           |
|  |                           | Thụy Điển                 | 0                     |   | Tranh hạng ba | Tranh hạng ba |                  |                  |         |         |  |  |           |           |
|  | Đức                       | Thụy Điển                 | 0                     | 3 | Tranh hạng ba | Tranh hạng ba |                  |                  |         |         |  |  |           |           |
|  | Đức                       | 29 tháng 6 – Rennes       | 29 tháng 6 – Rennes   | 3 |               |               | 6 tháng 7 – Nice | 6 tháng 7 – Nice |         |         |  |  |           |           |
|  | Nigeria                   | 29 tháng 6 – Rennes       | 29 tháng 6 – Rennes   | 0 |               |               | 6 tháng 7 – Nice | 6 tháng 7 – Nice |         |         |  |  |           |           |
|  | Nigeria                   | Đức                       | 1                     | 0 | Anh           | 1             |                  |                  |         |         |  |  |           |           |
|  | 24 tháng 6 – Paris        | Đức                       | 1                     |   | Anh           | 1             |                  |                  |         |         |  |  |           |           |
|  |                           | Thụy Điển                 | 2                     |   | Thụy Điển     | 2             |                  |                  |         |         |  |  |           |           |
|  | Thụy Điển                 | Thụy Điển                 | 2                     | 1 | Thụy Điển     | 2             |                  |                  |         |         |  |  |           |           |
|  | Thụy Điển                 |                           |                       | 1 |               |               |                  |                  |         |         |  |  |           |           |
|  | Canada                    | 0                         |                       |   |               |               |                  |                  |         |         |  |  |           |           |
|  | Canada                    | 0                         |                       |   |               |               |                  |                  |         |         |  |  |           |           |

### Vòng 16 đội
| Đức                                             | 3–0      | Nigeria |
| ----------------------------------------------- | -------- | ------- |
| - Popp 20' - Däbritz 27' (ph.đ.) - Schüller 82' | Chi tiết |         |

| Na Uy                                 | 1–1 (s.h.p.) | Úc                        |
| ------------------------------------- | ------------ | ------------------------- |
| - Herlovsen 31'                       | Chi tiết     | - Kellond-Knight 83'      |
| Loạt sút luân lưu                     |              |                           |
| - C. Hansen - Reiten - Mjelde - Engen | 4–1          | - Kerr - Gielnik - Catley |

| Anh                                          | 3–0      | Cameroon |
| -------------------------------------------- | -------- | -------- |
| - Houghton 14' - White 45+4' - Greenwood 58' | Chi tiết |          |

| Pháp                      | 2–1 (s.h.p.) | Brasil       |
| ------------------------- | ------------ | ------------ |
| - Gauvin 52' - Henry 107' | Chi tiết     | - Thaisa 63' |

| Tây Ban Nha  | 1–2      | Hoa Kỳ                            |
| ------------ | -------- | --------------------------------- |
| - Hermoso 9' | Chi tiết | - Rapinoe 7' (ph.đ.), 75' (ph.đ.) |

| Thụy Điển          | 1–0      | Canada |
| ------------------ | -------- | ------ |
| - Blackstenius 55' | Chi tiết |        |

| Ý                          | 2–0      | Trung Quốc |
| -------------------------- | -------- | ---------- |
| - Giacinti 15' - Galli 49' | Chi tiết |            |

| Hà Lan                     | 2–1      | Nhật Bản       |
| -------------------------- | -------- | -------------- |
| - Martens 17', 90' (ph.đ.) | Chi tiết | - Hasegawa 43' |

### Tứ kết
| Na Uy | 0–3      | Anh                                 |
| ----- | -------- | ----------------------------------- |
|       | Chi tiết | - Scott 3' - White 40' - Bronze 57' |

| Pháp         | 1–2      | Hoa Kỳ            |
| ------------ | -------- | ----------------- |
| - Renard 81' | Chi tiết | - Rapinoe 5', 65' |

| Ý | 0–2      | Hà Lan                            |
| - | -------- | --------------------------------- |
|   | Chi tiết | - Miedema 70' - Van der Gragt 80' |

| Đức          | 1–2      | Thụy Điển                          |
| ------------ | -------- | ---------------------------------- |
| - Magull 16' | Chi tiết | - Jakobsson 22' - Blackstenius 48' |

### Bán kết
| Anh         | 1–2      | Hoa Kỳ                   |
| ----------- | -------- | ------------------------ |
| - White 19' | Chi tiết | - Press 10' - Morgan 31' |

| Hà Lan        | 1–0 (s.h.p.) | Thụy Điển |
| ------------- | ------------ | --------- |
| - Groenen 99' | Chi tiết     |           |

### Play-off tranh hạng ba
| Anh         | 1–2      | Thụy Điển                     |
| ----------- | -------- | ----------------------------- |
| - Kirby 31' | Chi tiết | - Asllani 11' - Jakobsson 22' |

### Chung kết
| Hoa Kỳ                              | 2–0      | Hà Lan |
| ----------------------------------- | -------- | ------ |
| - Rapinoe 61' (ph.đ.) - Lavelle 69' | Chi tiết |        |

## Vô địch
| Vô địch World Cup 2019 Hoa Kỳ Lần thứ tư |

## Thống kê

### Cầu thủ ghi bàn
Đã có 145 bàn thắng ghi được trong 53 trận đấu, trung bình 2.74 bàn thắng mỗi trận đấu.
6 bàn thắng
- Ellen White
- Alex Morgan
- Megan Rapinoe

5 bàn thắng
- Sam Kerr

4 bàn thắng
- Cristiane
- Wendie Renard

3 bàn thắng
- Sara Däbritz
- Aurora Galli
- Cristiana Girelli
- Vivianne Miedema
- Jennifer Hermoso
- Kosovare Asllani
- Rose Lavelle
- Carli Lloyd

2 bàn thắng
- Marta
- Ajara Nchout
- Valérie Gauvin
- Amandine Henry
- Eugénie Le Sommer
- Lina Magull
- Alexandra Popp
- Barbara Bonansea
- Lieke Martens
- Isabell Herlovsen
- Stina Blackstenius
- Sofia Jakobsson
- Lindsey Horan
- Sam Mewis

1 bàn thắng
- Florencia Bonsegundo
- Milagros Menéndez
- Caitlin Foord
- Elise Kellond-Knight
- Chloe Logarzo
- Thaisa
- Gabrielle Onguéné
- Kadeisha Buchanan
- Jessie Fleming
- Nichelle Prince
- Christine Sinclair
- María José Urrutia
- Lý Ảnh
- Lucy Bronze
- Alex Greenwood
- Steph Houghton
- Fran Kirby
- Nikita Parris
- Jill Scott
- Jodie Taylor
- Giulia Gwinn
- Melanie Leupolz
- Lea Schüller
- Valentina Giacinti
- Havana Solaun
- Hasegawa Yui
- Iwabuchi Mana
- Sugasawa Yuika
- Lineth Beerensteyn
- Dominique Bloodworth
- Anouk Dekker
- Stefanie van der Gragt
- Jackie Groenen
- Jill Roord
- Asisat Oshoala
- Caroline Hansen
- Guro Reiten
- Lisa-Marie Utland
- Jennifer Beattie
- Lana Clelland
- Erin Cuthbert
- Claire Emslie
- Kim Little
- Thembi Kgatlana
- Yeo Min-ji
- Lucía García
- Lina Hurtig
- Madelen Janogy
- Fridolina Rolfö
- Elin Rubensson
- Linda Sembrant
- Kanjana Sungngoen
- Julie Ertz
- Christen Press
- Mallory Pugh

1 bàn phản lưới nhà
- Mônica (trong trận gặp Úc)
- Aurelle Awona (trong trận gặp New Zealand)
- Wendie Renard (trong trận gặp Na Uy)
- Osinachi Ohale (trong trận gặp Na Uy)
- Lee Alexander (trong trận gặp Argentina)
- Kim Do-yeon (trong trận gặp Nigeria)
- Jonna Andersson (trong trận gặp Hoa Kỳ)
- Waraporn Boonsing (trong trận gặp Chile)

### Đường kiến tạo
4 kiến tạo
- Sherida Spitse

3 kiến tạo
- Beth Mead
- Amel Majri
- Manuela Giugliano
- Alex Morgan
- Megan Rapinoe

2 kiến tạo
- Andressa Alves
- Lucy Bronze
- Toni Duggan
- Gaëtane Thiney
- Tierna Davidson
- Lindsey Horan
- Sam Mewis
- Kelley O'Hara

1 kiến tạo
- Florencia Bonsegundo
- Ellie Carpenter
- Emily Gielnik
- Katrina Gorry
- Chloe Logarzo
- Debinha
- Raissa Feudjio
- Yvonne Leuko
- Janine Beckie
- Ashley Lawrence
- Nichelle Prince
- Yessenia López
- Trương Duệ
- Karen Carney
- Fran Kirby
- Nikita Parris
- Jill Scott
- Georgia Stanway
- Kadidiatou Diani
- Amandine Henry
- Eugénie Le Sommer
- Sara Däbritz
- Giulia Gwinn
- Lina Magull
- Verena Schweers
- Lisa Boattin
- Valentina Cernoia
- Alia Guagni
- Khadija Shaw
- Jun Endo
- Mana Iwabuchi
- Lineth Beerensteyn
- Desiree van Lunteren
- Shanice van de Sanden
- Chidinma Okeke
- Caroline Hansen
- Guro Reiten
- Karina Sævik
- Erin Cuthbert
- Lisa Evans
- Caroline Weir
- Linda Motlhalo
- Lee Geum-min
- Lucía García
- Virginia Torrecilla
- Anna Anvegård
- Kosovare Asllani
- Stina Blackstenius
- Magdalena Eriksson
- Elin Rubensson
- Linda Sembrant
- Taneekarn Dangda
- Crystal Dunn
- Tobin Heath
- Christen Press
- Mallory Pugh

Nguồn: FIFA

### Bảng xếp hạng giải đấu
Theo quy ước thống kê trong bóng đá, các trận đấu phải quyết định bằng hiệp phụ được tính là thắng thua rõ ràng, trong khi các trận đấu quyết định bằng luân lưu 11m được tính là hòa.
| VT | Đội         | ST | T | H | B | BT | BB | HS  | Đ  | Kết quả chung cuộc    |
| -- | ----------- | -- | - | - | - | -- | -- | --- | -- | --------------------- |
| 1  | Hoa Kỳ      | 7  | 7 | 0 | 0 | 26 | 3  | +23 | 21 | Vô địch               |
| 2  | Hà Lan      | 7  | 6 | 0 | 1 | 11 | 5  | +6  | 18 | Á quân                |
| 3  | Thụy Điển   | 7  | 5 | 0 | 2 | 12 | 6  | +6  | 15 | Hạng ba               |
| 4  | Anh         | 7  | 5 | 0 | 2 | 13 | 5  | +8  | 15 | Hạng tư               |
|    |             |    |   |   |   |    |    |     |    |                       |
| 5  | Đức         | 5  | 4 | 0 | 1 | 9  | 2  | +7  | 12 | Bị loại ở tứ kết      |
| 6  | Pháp        | 5  | 4 | 0 | 1 | 10 | 4  | +6  | 12 | Bị loại ở tứ kết      |
| 7  | Ý           | 5  | 3 | 0 | 2 | 9  | 4  | +5  | 9  | Bị loại ở tứ kết      |
| 8  | Na Uy       | 5  | 3 | 0 | 2 | 7  | 7  | 0   | 9  | Bị loại ở tứ kết      |
|    |             |    |   |   |   |    |    |     |    |                       |
| 9  | Úc          | 4  | 2 | 1 | 1 | 9  | 6  | +3  | 7  | Bị loại ở vòng 16 đội |
| 10 | Brasil      | 4  | 2 | 0 | 2 | 7  | 5  | +2  | 6  | Bị loại ở vòng 16 đội |
| 11 | Canada      | 4  | 2 | 0 | 2 | 4  | 3  | +1  | 6  | Bị loại ở vòng 16 đội |
| 12 | Tây Ban Nha | 4  | 1 | 1 | 2 | 4  | 4  | 0   | 4  | Bị loại ở vòng 16 đội |
| 13 | Nhật Bản    | 4  | 1 | 1 | 2 | 3  | 5  | −2  | 4  | Bị loại ở vòng 16 đội |
| 14 | Trung Quốc  | 4  | 1 | 1 | 2 | 1  | 3  | −2  | 4  | Bị loại ở vòng 16 đội |
| 15 | Nigeria     | 4  | 1 | 0 | 3 | 2  | 7  | −5  | 3  | Bị loại ở vòng 16 đội |
| 16 | Cameroon    | 4  | 1 | 0 | 3 | 3  | 8  | −5  | 3  | Bị loại ở vòng 16 đội |
|    |             |    |   |   |   |    |    |     |    |                       |
| 17 | Chile       | 3  | 1 | 0 | 2 | 2  | 5  | −3  | 3  | Bị loại ở vòng bảng   |
| 18 | Argentina   | 3  | 0 | 2 | 1 | 3  | 4  | −1  | 2  | Bị loại ở vòng bảng   |
| 19 | Scotland    | 3  | 0 | 1 | 2 | 5  | 7  | −2  | 1  | Bị loại ở vòng bảng   |
| 20 | New Zealand | 3  | 0 | 0 | 3 | 1  | 5  | −4  | 0  | Bị loại ở vòng bảng   |
| 21 | Hàn Quốc    | 3  | 0 | 0 | 3 | 1  | 8  | −7  | 0  | Bị loại ở vòng bảng   |
| 22 | Nam Phi     | 3  | 0 | 0 | 3 | 1  | 8  | −7  | 0  | Bị loại ở vòng bảng   |
| 23 | Jamaica     | 3  | 0 | 0 | 3 | 1  | 12 | −11 | 0  | Bị loại ở vòng bảng   |
| 24 | Thái Lan    | 3  | 0 | 0 | 3 | 1  | 20 | −19 | 0  | Bị loại ở vòng bảng   |

### Thẻ phạt
| Cầu thủ           | Trận                                                                               | Treo giò                                  |
| ----------------- | ---------------------------------------------------------------------------------- | ----------------------------------------- |
| Anouk Dekker      | ở vòng loại v Thụy Sĩ (13 tháng 11 năm 2018)                                       | Bảng E v New Zealand (lượt 1; 11 tháng 6) |
| Nothando Vilakazi | ở Bảng B v Tây Ban Nha (lượt 1; 8 tháng 6)                                         | Bảng B v Trung Quốc (lượt 2; 13 tháng 6)  |
| Formiga           | ở Bảng C v Jamaica (lượt 1; 9 tháng 6) · ở Bảng C v Úc (lượt 2; 13 tháng 6)        | Bảng C v Ý (lượt 3; 18 tháng 6)           |
| Taneekarn Dangda  | ở Bảng F v Hoa Kỳ (lượt 1; 11 tháng 6) · ở Bảng F v Thụy Điển (lượt 2; 16 tháng 6) | Bảng F v Chile (lượt 3; 20 tháng 6)       |
| Ngozi Ebere       | ở Bảng A v Pháp (lượt 3 3; 17 tháng 6)                                             | Vòng 16 đội v Đức (22 tháng 6)            |
| Rita Chikwelu     | ở Bảng A v Hàn Quốc (lượt 2; 12 tháng 6) · ở Bảng A v Pháp (lượt 3 3; 17 tháng 6)  | Vòng 16 đội v Đức (22 tháng 6)            |
| Fridolina Rolfö   | ở vòng 16 đội v Canada (24 tháng 6) · ở tứ kết v Đức (29 tháng 6)                  | Bán kết v Hà Lan (3 tháng 7)              |
| Millie Bright     | ở Bán kết v Hoa Kỳ (2 tháng 7)                                                     | Tranh hạng ba v Thụy Điển (6 tháng 7)     |

### Giải thưởng
Các giải thưởng dưới đây được trao sau khi giải đấu kết thúc. The Golden Ball (best overall player), Golden Boot (top scorer) and Golden Glove (best goalkeeper) awards were sponsored by Adidas.
| Quả bóng vàng                            | Quả bóng bạc                             | Quả bóng đồng                            |
| ---------------------------------------- | ---------------------------------------- | ---------------------------------------- |
| Megan Rapinoe                            | Lucy Bronze                              | Rose Lavelle                             |
| Chiếc giày vàng                          | Chiếc giày bạc                           | Chiếc giày đồng                          |
| Megan Rapinoe                            | Alex Morgan                              | Ellen White                              |
| 6 bàn, 3 đường kiến tạo 428 phút thi đấu | 6 bàn, 3 đường kiến tạo 490 phút thi đấu | 6 bàn, 0 đường kiến tạo 514 phút thi đấu |
| Găng tay vàng                            |                                          |                                          |
| Sari van Veenendaal                      |                                          |                                          |
| Cầu thủ trẻ xuất sắc nhất                |                                          |                                          |
| Giulia Gwinn                             |                                          |                                          |
| Đội đoạt giải phong cách                 |                                          |                                          |
| Pháp                                     |                                          |                                          |

### Tiền thưởng

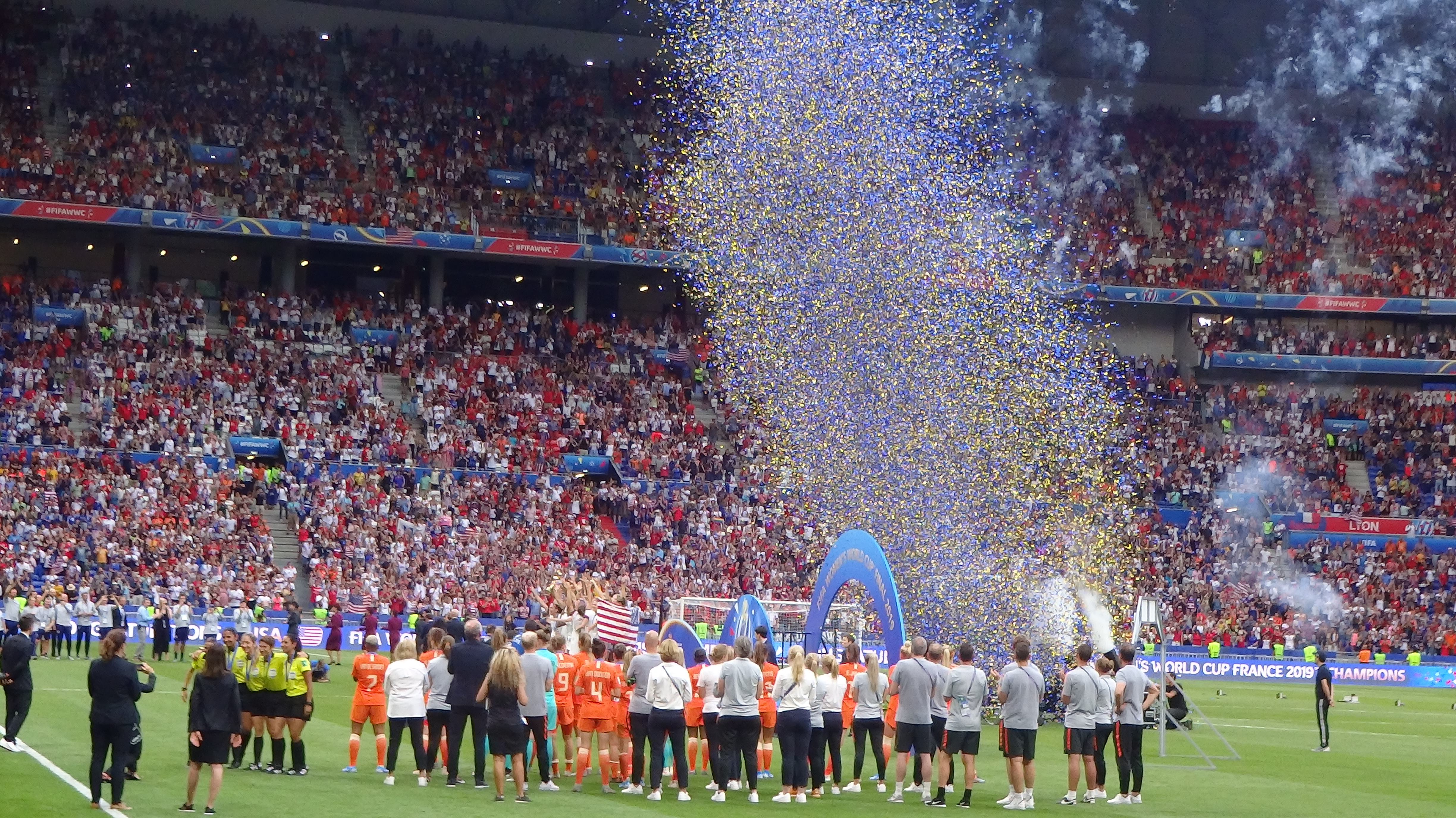
Pháo hoa giấy sau trận chung kết sau khi đội Hoa Kỳ nhận huy chương

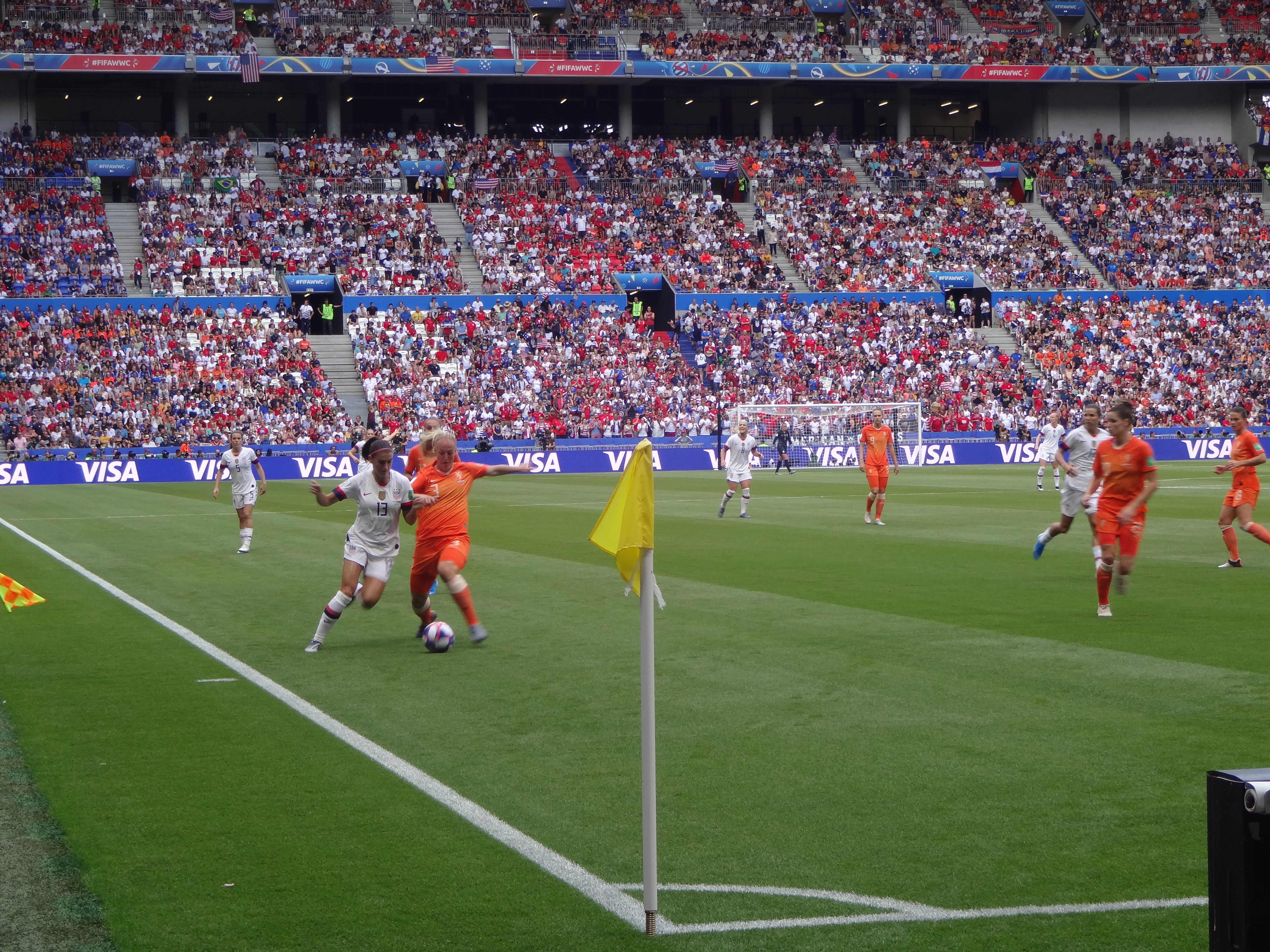
Alex Morgan (đội Hoa Kỳ) và Stefanie van der Gragt (đội Hà Lan) tranh bóng trong trận chung kết

Một số tiền thưởng của giải đấu này được công bố vào tháng 10 năm 2018.
| Thành tích              | Tổng tiền thường (triệu USD) | Tổng tiền thường (triệu USD) |
| Thành tích              | Mỗi đội                      | Tổng cộng                    |
| ----------------------- | ---------------------------- | ---------------------------- |
| Vô địch                 | 4                            | 4                            |
| Á quân                  | 2.6                          | 2.6                          |
| Hạng ba                 | 2                            | 2                            |
| Hạng tư                 | 1.6                          | 1.6                          |
| Hạng 5–8 (tứ kết)       | 1.45                         | 5.8                          |
| Hạng 9–16 (vòng 16 đội) | 1                            | 8                            |
| 17–24 (vòng bảng)       | 0.75                         | 6                            |
| Tổng cộng               | Tổng cộng                    | 30                           |

## Thương hiệu
Biểu tượng và khẩu hiệu được công bố vào ngày 19 tháng 9 năm 2017 tại Musée de l'Homme ở Paris. Biểu trưng là hình ảnh chiếc cúp của Giải vô địch bóng đá nữ thế giới với màu sắc của quốc kỳ Pháp, đường sọc của thời trang quá khứ và hiện tại của thủy thủ hàng hải Pháp và quả bóng ánh sáng có 8 hình tam giác nhỏ và có biểu tượng của Fleur-de-lis. Khẩu hiệu là "Dare to Shine" (dịch từ tiếng Pháp: Le moment de briller).
Linh vật chính thức của giải đấu là cô gà mái Ettie, con gái của Footix, linh vật của World Cup 1998 cũng được tổ chức ở Pháp. Tên của Ettie bắt nguồn từ tiếng Pháp có nghĩa là ngôi sao - "étoile", vì cô đến từ ngôi sao sáng mà cha cô là Footix đã được trao tại FIFA World Cup 1998. Footix đã ném ngôi sao của mình lên bầu trời đêm để nó có thể tỏa sáng rực rỡ, và sau một vài năm du hành xuyên vũ trụ, nó đã trở lại với Footix dưới hình dạng cô con gái lấp lánh của ông. Sự nhiệt tình của cô ấy đối với bóng đá dành cho phụ nữ rất dễ lây lan và cô ấy hy vọng sẽ tỏa sáng ý thức chơi công bằng và niềm đam mê của mình đối với bóng đá trên khắp thế giới và truyền cảm hứng cho niềm tự hào dân tộc ở Pháp với tư cách là quốc gia đăng cai tổ chức.

## Các đội tuyển vượt qua vòng loại cho Thế vận hội Mùa hè
Giải đấu này sẽ được UEFA sử dụng để chọn ra ba đội đủ điều kiện cho giải bóng đá nữ Thế vận hội Mùa hè 2020 tại Nhật Bản. Nếu các đội tuyển cạnh tranh cho các suất vé Olympic bị loại ở cùng một vòng đấu, vòng play-off hoặc một giải đấu thu nhỏ để quyết định các suất vé sẽ được tổ chức nếu cần thiết vào đầu năm 2020 thay vì tổng hợp kết quả theo từng trận của các đội được xét đến.
Lần đầu tiên, theo thỏa thuận giữa bốn hiệp hội bóng đá vương quốc Anh (Anh, Bắc Ireland, Scotland và Wales), Vương quốc Anh sẽ cố gắng tham gia vòng loại Thế vận hội thông qua thành tích của Anh tại Giải vô địch bóng đá thế giới (một thủ tục đã thành công được tuyển dụng bởi Đội tuyển Vương quốc Anh trong môn khúc côn cầu và bóng bầu dục bảy người). Scotland cũng đủ điều kiện tham dự Giải vô địch bóng đá thế giới nhưng theo thỏa thuận, theo đó, quốc gia có thứ hạng cao nhất được đề cử để thi đấu cho các mục đích của vòng loại Olympic, thành tích của họ sẽ không được tính đến. Do đó, trong thực tế, tám đội tuyển châu Âu sẽ cạnh tranh cho ba vị trí vòng loại.
Chiến thắng của Hoa Kỳ trước Pháp tại vòng tứ kết đã đảm bảo suất vé tham dự Thế vận hội cho ba đội còn lại vào vòng bán kết, tất cả đều là các đội từ UEFA.
| Đội tuyển | Ngày vượt qua vòng loại | Các lần tham dự Thế vận hội Mùa hè trước |
| --------- | ----------------------- | ---------------------------------------- |
| Anh Quốc  | 28 tháng 6 năm 2019     | 1 (2012)                                 |
| Hà Lan    | 29 tháng 6 năm 2019     | 0 (lần đầu)                              |
| Thụy Điển | 29 tháng 6 năm 2019     | 6 (1996, 2000, 2004, 2008, 2012, 2016)   |

1. ↑  In đậm: đội vô địch năm đó. In nghiêng: đội là chủ nhà năm đó.